# Ramon Dwarka Panday
Ramon Achmat Dwarka Panday (district Commewijne, 10 april 1950 – Paramaribo, 19 oktober 2013) was een Surinaams politicus die daarvoor lange tijd werkzaam was in het onderwijs.
Dwarka Panday begon zijn onderwijscarrière in 1970 toen hij leraar werd op een lagere school in Nederland. In 1972 keerde hij terug naar Suriname waar hij Engelse les gaf op de St Paulusschool. Vier jaar later werd Dwarka Panday directeur van de I.P.J. Berkenveldschool wat hij zou blijven tot hij in 1996 minister werd. Naast dit werk studeerde hij in Paramaribo aan het Instituut voor de Opleiding van Leraren (IOL) Engels, Nederlands en pedagogiek. Daarnaast gaf hij Engels op onder andere het Christelijk Pedagogisch Instituut (1974-1983) en het AMTO (1983-1993).
Na de parlementsverkiezingen van 1996 werd Dwarka Panday namens de Javaanse KTPI de minister van Defensie onder president Jules Wijdenbosch. In december 1999 nam hij ontslag vanwege geruchten over een zedenmisdrijf met minderjarige meisjes uit Apoera en Nieuw-Nickerie. Door de kantonrechter werd hij later veroordeeld tot een voorwaardelijke celstraf van 4 maanden omdat hij vleselijke gemeenschap had gehad met een toen 14-jarig meisje. In maart 2004 stapte hij over van de KTPI naar de NDP van Desi Bouterse. Eind december 2004 werd hij in hoger beroep vrijgesproken waarbij meespeelde dat een dergelijke relatie, in de inheemse cultuur waar het meisje vandaan kwam, volgens de rechter normaal zou zijn.